# Juan Carlos Torre
Juan Carlos Torre (Bahía Blanca, provincia de Buenos Aires, 31 de enero de 1940) es un sociólogo argentino, especialista en temas relacionados con el peronismo y el movimiento obrero, sobre los que escribió trabajos considerados clásicos. Recibió el Premio Konex en Sociología y el Premio Bernardo Houssay a la Trayectoria Científica. Entre sus principales obras se encuentra La vieja guardia sindical y Perón. Sobre los orígenes del peronismo (1990, 2006), El gigante invertebrado. Los sindicatos en el gobierno, Argentina 1973-1976 (2006) y El proceso político de las reformas económicas en América Latina (1998).

## Biografía
Juan Carlos Torre nació en Bahía Blanca en 1940. Su infancia transcurrió en Darregueira y la escuela secundaria la realizó en Bahía Blanca. Se mudó a Buenos Aires estudiar en la Facultad de Filosofía y Letras de la Universidad de Buenos Aires, donde se inició en la militancia estudiantil reformista en el Partido Comunista, llegando a ser elegido como consejero en representación de claustro estudiantil en el Consejo Superior de la Universidad, durante el gobierno de Arturo Illia. Egresó de la UBA en 1966 y se doctoró en sociología en la Ecole des Hautes Etudes de París, estudiando y siguiendo a Alain Touraine.
Al recibirse dejó de militar en el PC, aunque siguió considerándose un intelectual de izquierda. Trabajó en el Consejo Federal de Inversiones y en el Conade, ingresando luego como docente e investigador al Instituto Di Tella, de la mano de su fundador, Guido Di Tella. Fue también profesor en la Universidad de San Pablo y el Instituto de Estudios Latinoamericanos de Londres. Volvió a la Argentina poco antes de la Guerra de Malvinas.
Al recuperarse la democracia en diciembre de 1983, participó del equipo económico del presidente Raúl Alfonsín hasta 1988. Como docente continuó desde entonces en la Universidad de San Andrés y el Instituto Di Tella.
En 1990 recibió la beca Guggenheim, en 1996 el Premio Konex de Platino en Sociología, y en 2010 el Premio Bernardo Houssay a la Trayectoria Científica. 

## Publicaciones
A lo largo de su trayectoria publicó numerosos trabajos:
- La formación del sindicalismo peronista (1ª edición). Legasa. 1987. ISBN 978-950-600-098-1.
- La vieja guardia sindical y Perón (1ª edición). Sudamericana. 1990. ISBN 978-950-07-0602-5.
- Diecisiete de octubre (1ª edición). Ariel. 1995. ISBN 978-950-9122-34-5.
- El proceso político de las reformas económicas en América Latina (1ª edición). Paidós. 1998. ISBN 978-950-12-8904-6.
- Nueva historia argentina (1ª edición). Sudamericana. 2001. ISBN 978-950-07-2181-3.
- Mar del Plata: un sueño de los argentinos (1ª edición). Edhasa. 2002. ISBN 978-987-628-555-1.
- El gigante invertebrado - Los sindicatos en el gobierno 1973-1976 (1ª edición). Siglo XXI Editora Iberoamericana. 2004. ISBN 978-987-1013-26-5.
- Diecisiete de Octubre de 1945 (1ª edición). Lumiere. 2005. ISBN 978-950-9603-84-4. (obra colectiva)
- Argentina, la construcción de un país (1ª edición). Sudamericana. 2009. ISBN 978-950-07-3038-9. (obra colectiva)
- Argentina 1910-2010 (1ª edición). Aguilar, Altea, Taurus, Alfaguara. 2010. ISBN 978-987-04-1474-2. (obra colectiva)
- Clase obrera y peronismo (1ª edición). Siglo XXI Editores Argentina. 2012. ISBN 978-987-629-236-8.
- Diario de una temporada en el quinto piso: Episodios de política económica en los años de Alfonsín (1ª edición). Edhasa. 2021. ISBN 978-987-628-618-3.